# Le Cratère (film)
Pour les articles homonymes, voir Le Cratère et Crater.
Pour plus de détails, voir Fiche technique et Distribution.
Le Cratère (Crater) est un film américain réalisé par Kyle Patrick Alvarez et sorti en 2023.

## Synopsis
En 2257, le jeune Caleb Channing — né et élevé dans une colonie minière sur la Lune — va très bientôt être transféré sur une autre planète, Omega, présentée comme idyllique. Sa navette partira dans 3 jours, après la fin d'un confinement totale de la station en raison d'une alerte de pluie de météorites. Avant de partir, il veut se lancer dans l'exploration d'un mystérieux cratère lunaire, selon les derniers vœux de son père Michael, récemment décédé, qui adorait cet endroit. L'orphelin est accompagné de ses trois meilleurs amis, Dylan, Borney et Marcus ainsi qu'une nouvelle venue de la Terre, Addison Weaver. Ils volent un rover pour s'aventurer loin du dôme de la base, dans une zone interdite, malgré le confinement en vigueur.

## Fiche technique
Sauf indication contraire, les informations mentionnées dans cette section peuvent être confirmées par la base de données cinématographiques IMDb,  présente dans la section « Liens externes ».
- Titre original : Crater
- Titre francophone : Le Cratère
- Réalisation : Kyle Patrick Alvarez
- Scénario : John Griffin, d'après son histoire en collaboration de Rpin Suwannath
- Musique : Dan Romer et Osei Essed
- Direction artistique : Kristin Lekki
- Décors : Nora Takacs Ekberg
- Costumes : Ane Crabtree
- Photographie : Jas Shelton
- Montage : James W. Harrison
- Production : Dan Levine et Shawn Levy
- Production déléguée : Terry Dougas, Gordon Gray, Paris Kassidokostas-Latsis, Emily Morris, John G. Scotti et Rpin Suwannath
- Sociétés de production : 21 Laps Entertainment et Walt Disney Pictures
- Société de distribution : Disney+
- Pays de production :  États-Unis
- Langue originale : anglais
- Format : couleur
- Budget : 53,4 millions de dollars[2]
- Genre : aventures, science-fiction, drame, récit initiatique
- Durée : 105 minutes
- Date de sortie : 12 mai 2023 (sur Disney+) - retiré de la plateforme le 30 juin 2023

## Distribution
- Isaiah Russell-Bailey (VF : Jonathan Guimbord) : Caleb Channing, adolescent
- Hero Hunter : Caleb, enfant
- Mckenna Grace (VF : Lisa Caruso) : Addison Weaver
- Billy Barratt : Dylan
- Orson Hong : Borney
- Selenis Leyva : Maria Slater
- Thomas Boyce (VF : Johs Lican) : Marcus
- Kid Cudi : Michael Channing
- Michael Papajohn : Miner

## Production

### Genèse et développement
Le projet nait sous la forme d'un script spéculatif écrit par John Griffin. Il figure ensuite sur la Black List de 2015, un sondage des meilleurs scénarios en attente de production. En novembre 2017, il est révélé que la 20th Century Fox a acquis les droits du script, inspiré d'un pitch par le superviseur des effets visuels Rpin Suwannath. Cependant, en raison de l'acquisition de 21st Century Fox par Disney, le développement du projet est stoppé.
Alors que Shawn Levy devait initialement réaliser le film, c'est finalement Kyle Patrick Alvarez qui est officialisé en janvier 2021. Shawn Levy reste attaché au projet comme producteur, via sa société 21 Laps Entertainment. Après le rachat par Disney, il est annoncé que le film sera diffusé sur Disney+ et non en salles comme prévu à l'origine.

### Attribution des rôles
En mars 2021, Mckenna Grace est choisie pour le film, aux côtés d'Isaiah Russell-Bailey, Billy Barratt, Orson Hong et Thomas Boyce,. En mai, Scott Mescudi est engagé.

### Tournage
Le tournage commence le 21 juin 2021 aux Celtic Studios à Baton Rouge, en Louisiane. Il a également lieu à Los Angeles et s'achève le 20 août.

## Accueil
Sur l’agrégateur de critiques Rotten Tomatoes, il obtient 57% d'avis favorables pour 14 critiques et une note moyenne de 5,5⁄10. Sur Metacritic, qui utilise une moyenne pondérée, le film obtient une note de 63⁄100 pour 7 critiques.